# Die nackte Kanone 2½
Die nackte Kanone 2½ ist eine Filmkomödie aus dem Jahr 1991 und der zweite Teil der Die-nackte-Kanone-Reihe, nach Die nackte Kanone von 1988 und gefolgt von Die nackte Kanone 33⅓ im Jahr 1994.

## Handlung
Der Industrielle Quentin Hapsburg versucht, durch einen Bombenanschlag den Wissenschaftler Dr. Meinheimer zu töten, weil der im Auftrag der Regierung so erfolgreich alternative Energien erforscht, dass der Präsident die komplette Energiepolitik nach seinen Empfehlungen ausrichten will. Doch die für ihn bestimmte Bombe wird von der Putzkolonne aufgelesen, für einen Wecker gehalten, richtig gestellt und dadurch am falschen Platz erst zum Klingeln und dann zur Explosion gebracht. Im Institut verhört Frank Drebin seine unverletzt gebliebene einstige Geliebte Jane, die als Meinheimers Assistentin arbeitet und zudem noch mit Hapsburg zusammen ist. Dieser lässt Meinheimer entführen und durch einen Doppelgänger ersetzen, der an Stelle des Doktors zukünftig eine ausschließliche Nutzung von fossilen Energiequellen empfehlen soll. Bei einer versuchten Abhöraktion bricht er durch das Dach des Konferenzgebäudes und landet auf dem Tisch der gerade stattfindenden „Anti-Öko-Konferenz“, wird über die weiteren Maßnahmen informiert und mit dem ebenfalls gefangenen Dr. Meinheimer gefesselt und bewacht zurückgelassen. Beide werden kurze Zeit später von Drebins mithörenden Kollegen befreit, die durch die Trotteligkeit von Officer Nordberg eine Weile aufgehalten wurden, und machen sich sofort zum weißen Haus auf, wo der falsche Dr. Meinheimer gerade seinen gefälschten Bericht vortragen will.
Hier können sie gerade noch den Auftritt des echten Dr. Meinheimer durch Festnahme seines Doubles gewährleisten. Dieses Double gesteht seine Missetaten und benennt Hapsburg als Anstifter. Der entführt daraufhin Jane und aktiviert eine Bombe, die von Drebin jedoch im letzten Moment abgeschaltet werden kann. Hapsburg stürzt auf der Flucht auf ein Vordach, übersteht dies unverletzt, wird aber auf der Straße von einem aus dem Zoo entlaufenen Löwen getötet. Drebin bekommt aufgrund seiner Verdienste vom Präsidenten die Leitung eines Sonderdezernats angeboten, lehnt aber ab, um mit Jane Umweltprojekte zu realisieren. Am Ende des Films fragt Drebin Jane, ob sie ihn heiraten wolle, und sie sagt ja.

## Anspielungen auf andere Filme
Einige der Gags, wie etwa der Pistolenzweikampf auf nicht einmal zwei Meter Entfernung oder die Befragung Quasimodos als Zeuge, sind Ableger aus der Fernsehserie Police Squad, die die Inspiration für die Nackte-Kanone-Filme bot.
Im Film sind eine Reihe von Anspielungen auf andere Filme eingebaut:
- In der Bar spielt ein Klavierspieler mit dem Namen Sam wie in Casablanca. Er spielt allerdings das Lied Ding-Dong! The Witch Is Dead aus dem Musicalfilm Der Zauberer von Oz (1939).
- Auf dem Ball bekommt der Rollstuhl des Meinheimer-Doppelgängers einen Kurzschluss und fliegt im Stile von E. T. – Der Außerirdische am Mond vorbei.
- Als sich Jane und Frank versöhnen, sitzen sie in Anlehnung an die Protagonisten aus Ghost – Nachricht von Sam an der Töpferscheibe.
- Die Szene mit der Atombombe ist eine Anspielung auf den James-Bond-Film Goldfinger, da Bond in diesem eine Atombombe ähnlichen Aussehens zu entschärfen versucht.

## Trivia

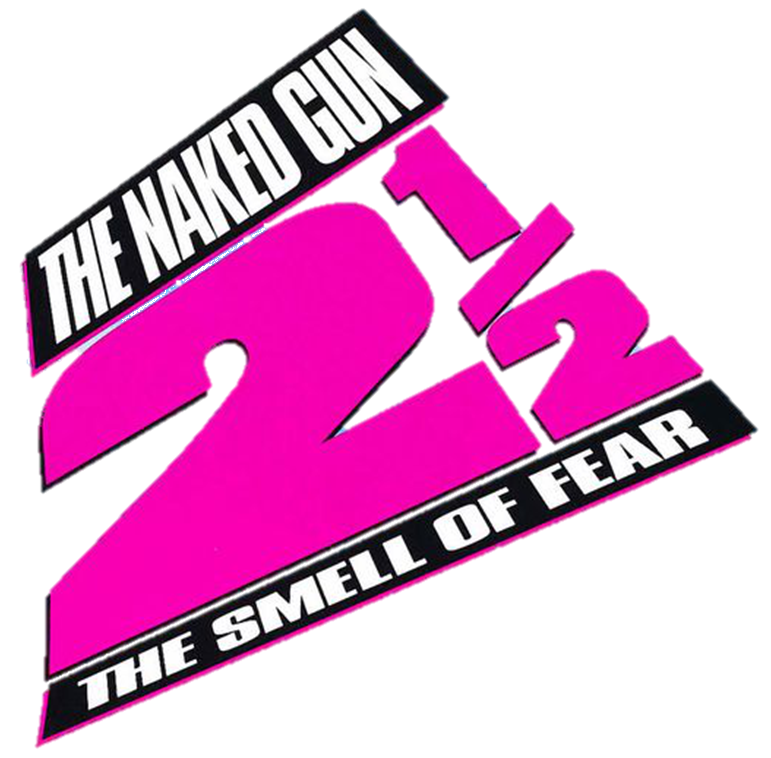
US-Posterlogo

- Zsa Zsa Gabor spielt sich selbst in einer Gastrolle: In der Anfangssequenz schlägt sie auf den Polizeiwagen ein, was eine Anspielung auf einen Vorfall aus dem Jahr 1989 ist, als sie einem Polizisten eine Ohrfeige verpasste.
- In der Bar The Blue Note sieht man an der Wand Bilder u. a. vom Erdbeben von San Francisco im Jahre 1906, von der „Hindenburg“-Katastrophe, vom Untergang der Lusitania, von einem Edsel, vom Hubble-Weltraumteleskop (Anspielung auf den Hauptspiegelfehler, der zur Zeit des Films bestand), von Neville Chamberlain (britischer Premierminister, der 1940 zurücktreten musste) und von Michael Dukakis (Präsidentschaftskandidat in den USA von 1988, der gegen George H. W. Bush verlor).
- Wie auch im ersten Teil hat Weird Al Yankovic eine kurze Gastrolle, diesmal spielt er nicht sich selbst, sondern einen bewaffneten Gangster auf dem Polizeirevier.
- Der Mann, der auf dem Ball beim Tanz mit Jane von Frank abgelöst wird, ist Mel Tormé. Im Film Top Secret! aus dem Jahr 1984 gab sich die Hauptfigur Nick Rivers in einer Szene als Mel Tormé aus (in der deutschen Synchronisation wurde daraus Heino). In beiden Filmen führte David Zucker Regie.
- Das Schiff des Schurken Quentin Hapsburg trägt den Namen Hapsburg Valdez und ist eine Anspielung auf den Namen Exxon Valdez. Der Öltanker löste 1989 eine der größten Umweltkatastrophen der Seefahrt aus.
- Als die Hauptdarsteller als Mariachi-Musiker verkleidet Bésame mucho spielen, drehen sie die Gitarren wie ein Windrad um 360 Grad vor sich. Dies ist eine Reminiszenz an die Band ZZ Top, die für diesen Gitarren-Effekt bekannt war.
- Gegen Ende des Films hat Lloyd Bochner ein Buch mit dem Titel To Serve Man in der Hand und schreit hysterisch „Es ist ein Kochbuch!“ („It’s a cookbook!“). Diese Szene stammt aus der Twilight-Zone-Episode To Serve Man (deutscher Name: Das Buch der Kanamiter), in der Bochner diese Szene 1963 spielte. Hintergrund ist die Doppeldeutigkeit des Buchtitels in der englischen Sprache: Es kann sowohl „(den) Menschen dienen“, als auch „Menschen servieren“ (also essen) bedeuten. In der Twilight-Szene wurde das Buch von Bochner als Kochbuch für Menschen von auf der Erde gelandeten Außerirdischen erkannt.
- Die Konturen des Muttermals von Dr. Meinheimer verweisen auf das Gemälde Arrangement in Grau und Schwarz: Porträt der Mutter des Künstlers von James Abbott McNeill Whistler. In der deutschen Synchronisation ist nur die Rede von einem „Muttermal in Form einer dicken Frau“, da der Bekanntheitsgrad des Porträts in Deutschland womöglich zu gering erschien.
- Drebins Rede am Ende („Ich möchte eine Welt …“) erinnert an Martin Luther Kings „I Have a Dream“-Rede.
- Die Ärzte verwendeten einen Teil von Drebins Schlussrede am Anfang ihres Lieds Friedenspanzer vom Album Die Bestie in Menschengestalt.
- Im US-amerikanischen Fernsehen lief eine längere Schnittfassung des Films, in der neue Gags enthalten sind, dafür aber einige Szenen geschnitten wurden.[1]

## Kritik
„Fortsetzung von ‚Die nackte Kanone‘, streckenweise schleppend und weniger originell, aber immer noch mit genug absurdem Witz und einigen für Filmfans amüsant zu enträtselnden Genreparodien.“

Die Los Angeles Times bezeichnete den Film als "Politkömodie mit einer umweltpolitischen Pointe". Es gehe um Elektroautos, John Sununu und eine Verschwörung, den Plan der Regierung George H. W. Bush, emissionsarme Energiequellen in Betracht zu ziehen, zu verhindern.

## Auszeichnungen
- 1991 gewann der Film eine Goldene Leinwand für die Zuschauerzahl.
- 1992 gewann Ira Newborn einen ASCAP-Award für die Filmmusik.
- Für die MTV Movie Awards 1992 wurden Leslie Nielsen und Priscilla Presley in der Kategorie „Bester Filmkuss“ nominiert.
- Die Deutsche Film- und Medienbewertung (FBW) in Wiesbaden verlieh dem Film das Prädikat „besonders wertvoll.“[4]

## Synchronisation
Der Film wurde von der Firma Berliner Synchron Wenzel Lüdecke synchronisiert. Das Dialogbuch und -regie stammen von Arne Elsholtz.
| Figur                                  | Schauspieler       | Synchronsprecher   |
| -------------------------------------- | ------------------ | ------------------ |
| Lt. Frank Drebin                       | Leslie Nielsen     | Horst Schön        |
| Jane Spencer                           | Priscilla Presley  | Uta Hallant        |
| Commissioner Anabell Brumford          | Jacqueline Brookes | Bettina Schön      |
| Captain Ed Hocken                      | George Kennedy     | Klaus Piontek      |
| Nordberg                               | O. J. Simpson      | Arne Elsholtz      |
| Arthur Dunwell                         | Peter Mark Richman | Gerd Holtenau      |
| Donald Fenswick                        | Tim O’Connor       | Lutz Mackensy      |
| Dr. Albert S. Mainheimer / Earl Hacker | Richard Griffiths  | Gerd Duwner        |
| Gangster in der Polizeistation         | Weird Al Yankovic  | Manuel Vaessen     |
| Quentin Hapsburg                       | Robert Goulet      | Frank Glaubrecht   |
| Präsident Bush                         | John Roarke        | Eric Vaessen       |
| Stabschef John Sununu                  | Peter Van Norden   | Helmut Krauss      |
| Ted Olsen                              | Ed Williams        | Karl-Ulrich Meves  |
| Zsa Zsa Gabor                          | Zsa Zsa Gabor      | Monica Bielenstein |